# Медісон (Арканзас)
Медісон (англ. Madison) — місто (англ. city) в США, в окрузі Сент-Френсіс штату Арканзас. Населення — 759 осіб (2020).

## Географія
Медісон розташований на висоті 64 метри над рівнем моря за координатами 35°1′9″ пн. ш. 90°43′49″ зх. д. / 35.01917° пн. ш. 90.73028° зх. д. (35.019099, -90.730354).  За даними Бюро перепису населення США в 2010 році місто мало площу 4,59 км², з яких 4,41 км² — суходіл та 0,18 км² — водойми.

## Демографія
Згідно з переписом 2010 року, у місті мешкало 769 осіб у 294 домогосподарствах у складі 198 родин. Густота населення становила 168 осіб/км².  Було 342 помешкання (75/км²). 
Расовий склад населення:
| - 83,2 % — чорних або афроамериканців - 12,5 % — білих - 0,1 % — азіатів - 1,3 % — осіб інших рас |

До двох чи більше рас належало 2,9 %. Іспаномовні складали 3,4 % від усіх жителів.
За віковим діапазоном населення розподілялося таким чином: 31,3 % — особи молодші 18 років, 55,3 % — особи у віці 18—64 років, 13,4 % — особи у віці 65 років та старші. Медіана віку мешканця становила 34,2 року. На 100 осіб жіночої статі у місті припадало 87,6 чоловіків;  на 100 жінок у віці від 18 років та старших — 79,6 чоловіків також старших 18 років.
Середній дохід на одне домашнє господарство  становив 27 571 долар США (медіана — 19 602), а середній дохід на одну сім'ю — 35 131 долар (медіана — 34 896). За межею бідності перебувало 41,8 % осіб, у тому числі 54,5 % дітей у віці до 18 років та 28,8 % осіб у віці 65 років та старших.
Цивільне працевлаштоване населення становило 302 особи. Основні галузі зайнятості: освіта, охорона здоров'я та соціальна допомога — 25,8 %, виробництво — 19,9 %, роздрібна торгівля — 12,6 %, оптова торгівля — 11,9 %.
За даними перепису населення 2000 року в Медісоні проживало 987 осіб, 239 сімей, налічувалося 358 домашніх господарств і 409 житлових будинків. Середня густота населення становила близько 215 осіб на один квадратний кілометр. Расовий склад Медісона за даними перепису розподілився таким чином: 10,03 % білих, 88,96 % — чорних або афроамериканців, 0,61 % — представників змішаних рас, 0,41 % — інших народів. Іспаномовні склали 0,81 % від усіх жителів міста.
З 358 домашніх господарств в 36,9 % — виховували дітей віком до 18 років, 29,3 % представляли собою подружні пари, які спільно проживали, в 32,4 % сімей жінки проживали без чоловіків, 33,2 % не мали сімей. 30,2 % від загального числа сімей на момент перепису жили самостійно, при цьому 13,7 % склали самотні літні люди у віці 65 років та старше. Середній розмір домашнього господарства склав 2,76 особи, а середній розмір родини — 3,48 особи.
Населення міста за віковим діапазоном за даними перепису 2000 року розподілилося таким чином: 36,4 % — жителі молодше 18 років, 9,6 % — між 18 і 24 роками, 22,1 % — від 25 до 44 років, 21,1 % — від 45 до 64 років і 10,8 % — у віці 65 років та старше. Середній вік мешканця склав 29 років. На кожні 100 жінок в місті припадало 95,8 чоловіків, у віці від 18 років та старше — 73,5 чоловіків також старше 18 років.
Середній дохід на одне домашнє господарство в місті склав 15 700 доларів США, а середній дохід на одну сім'ю — 20 682 долара. При цьому чоловіки мали середній дохід в 21 875 доларів США на рік проти 17 500 доларів середньорічного доходу у жінок. Дохід на душу населення в місті склав 9733 долара в рік. 40,4 % від всього числа сімей в окрузі і 41,9 % від усієї чисельності населення перебувало на момент перепису населення за межею бідності, при цьому 56,1 % з них були молодші 18 років і 50,4 % — у віці 65 років та старше.